# 榮良太
榮 良太（さかえ りょうた、男性、1979年6月19日 - ）は、東京都出身のアートディレクター、グラフィックデザイナー。暁星高等学校、武蔵野美術大学工芸工業デザイン学科テキスタイルデザイン専攻卒業。

## 経歴
暁星高等学校、武蔵野美術大学工芸工業デザイン学科テキスタイルデザイン専攻卒業。
2004年、株式会社博報堂に入社。第28回および第29回「ひとつぼ展」入選、東京ADC賞、NYADC賞ブロンズ賞受賞。2009年には日本グラフィックデザイナー協会 (JAGDA) 新人賞を受賞。

## 主な実績

### 広告
- サントリー胡麻麦茶
- TBSテレビ『MR.BRAIN』
- 森永製菓ハイチュウ
- EMIミュージックジャパン RADWIMPS
- イエローハット
- PARCO

### 音楽ジャケット
- ウカスカジー『AMIGO』『Tシャツと私たち』『金色BITTER』『ウカスカジーの大冒険 〜TOUR "WE ARE NOT AFRAID!!"〜』『どんなことでも起こりうる』
- Mr.Children『MR.CHILDREN TOUR POPSAURUS 2012』

| スタブアイコン | サブスタブ | この項目は、まだ閲覧者の調べものの参照としては役立たない、人物に関連した書きかけの項目です。この項目を加筆・訂正などしてくださる協力者を求めています（P:人物伝/PJ:人物伝）。 |